# Libera (Maria Nazionale)
Libera è un album della cantante italiana Maria Nazionale, pubblicato nel 2013.
Nel disco sono presenti i due brani presentati al Festival di Sanremo 2013, È colpa mia (finalista) e Quando non parlo.

## Tracce
1. Quando non parlo - 3:17
2. Pe' ridere e pazzia' - 2:54
3. Poveri pensieri - 3:56
4. Me chiammo Maria - 3:49
5. Un giorno nuovo - 3:11
6. 'A vita è comme 'o mare - 2:57
7. È colpa mia - 3:44